# Benedetto da Cingoli
Benedetto da Cingoli (... – Siena, 12 aprile 1495) è stato un poeta italiano, gravitante intorno alla corte di Ludovico il Moro.

## Biografia
Nativo di Cingoli nel Maceratese, secondo Francesco Vecchietti sarebbe appartenuto alla nobile famiglia dei Benvenuti. Di sicuro si sa, tramite la testimonianza del fratello Gabriele, che Benedetto da Cingoli arrivò a Milano sotto la signoria di Galeazzo Maria Sforza (1466-1476) per poi restarvi anche durante quella del fratello di lui Ludovico il Moro. Visitata anche la Firenze laurenziana e Napoli, Benedetto strinse rapporti con Jacopo Fiorino de' Boninsegni, con Agostino Dati e col cardinale Bernardo Dovizi da Bibbiena. Poeta in volgare in apparenza imitatore di Antonio Tebaldeo e di Serafino Aquilano, Benedetto da Cingoli si caratterizzò però per una certa autonomia dai suoi due modelli, concentrandosi su tematiche esistenzialistiche. Morì a Siena nel 1495. Tra le sue opere si ricordano i Sonecti, barzellette et capitoli (pubblicato postumo nel 1503) e altre rime raccolte in vari codici.